# Sautusrivier
De Sautusrivier (Zweeds: Sautusjoki) is een rivier die stroomt in de Zweedse  gemeente Kiruna. De rivier verzorgt de afwatering van het Sautusmeer naar de Torne.
Afwatering: Sautusrivier → Torne → Botnische Golf